# Тюдори (серіал)
«Тюдори» (англ. The Tudors) — телесеріал про династію Тюдорів у період правління короля Англії Генріха VIII.
Пілотну серію було випущено в ефір 1 квітня 2007 року. Прем'єра другого сезону відбулась 30 березня 2008 року, третього — 5 квітня 2009. Четвертий заключний сезон серіалу стартував 11 квітня 2010 року. Станом на січень 2012 року трансляцію серіалу здійснював "Телеканал «Україна» з понеділка по четвер о 23:20.

## Виробництво
Телесеріал знято компанією Peace Arch Entertainment для каналу Showtime спільно з Reveille Eire (Ірландія), Working Title Films (Велика Британія) та Canadian Broadcasting Corporation. Зйомки відбувались в Ірландії.
Прем'єрний показ «Тюдорів», що відбувся 1 квітня 2007 року, отримав найвищий рейтинг серед інших серіалів Showtime, випущених за останні три роки. Шоу також було визнано одним з найкоштовніших проектів цього телеканалу. Вже за кілька тижнів було оголошено про продовження зйомок другого сезону.

## Сюжет
Перший сезон (10 епізодів). Англія, 1518—1530 роки. Молодий і пихатий король Генріх VIII жадає зайняти панівне місце серед інших монархів Європи. Окрім участі у державних справах і світських розвагах, йому також доводиться протистояти розповсюдженню лютеранського віросповідання у своєму королівстві. Але основним клопотом Генріха є питання спадкування престолу. З усіх дітей, що народились за роки шлюбу з Катериною Арагонською, вижила тільки дівчинка — принцеса Марія. Його незаконнонароджений син від фаворитки Бессі Блаунт, Генрі Фіцрой, якого Генріх планував проголосити своїм наступником, помер у ранньому дитинстві. У прагненні мати сина-спадкоємця Генріх приймає рішення розлучитись з Катериною та одружитись з амбіційною красунею Анною Болейн.
Другий сезон (10 епізодів). Англія, 1532—1536 роки. В результаті розриву з Римом Генріх стає верховним главою церкви Англії та, розірвавши свій шлюб з Катериною Арагонською, бере за дружину Анну Болейн. Його новий шлюб, однак, не приносить бажаних результатів, оскільки королева народила дочку — принцесу Єлизавету. Відправивши Анну на ешафот за фальшивим звинуваченням у подружній зраді, король має намір стати до шлюбу втретє — з леді Джейн Сеймур.
Третій сезон (8 епізодів). Англія, 1536—1540 роки. У королівстві зростає невдоволення церковними реформами, що спричиняє велике  повстання у північних графствах, відоме як «Благодатне паломництво». Жорстоко розправившись із заколотниками, Генріх святкує народження спадкоємця, принца Едуарда, але його радість затьмарила смерть Джейн Сеймур.
Остерігаючись вторгнення іспанців та французів, Генріх шукає підтримки у інших європейських держав та, за наполяганням свого міністра Томаса Кромвеля, одружується з принцесою-протестанткою Анною Клевською. Нова дружина не сподобалась королю, й невдовзі він з нею розлучається, після чого було страчено Кромвеля.
Четвертий сезон (10 епізодів). Англія, 1540—1547 роки. У заключному сезоні акцент зроблено на розвитку відносин короля з його останніми дружинами — Кетрін Говард і Катаріною Парр, а також показано війну Англії з Францією, зокрема ретельно проілюстровано облогу Булоні. В цілому змальовано заключний період життя Генріха VIII Тюдора.

## Основні персонажі
| Роль                                        | Актор/Акторка       | Сезони          |
| Король                                      | Король              | Король          |
| ------------------------------------------- | ------------------- | --------------- |
| Генріх VIII, король Англії                  | Джонатан Ріс-Майєрс | 1—4             |
| Дружини короля                              |                     |                 |
| Катерина Арагонська                         | Марія Дойл Кеннеді  | 1—2, 4 (епізод) |
| Анна Болейн                                 | Наталі Дормер       | 1—2, 4 (епізод) |
| Джейн Сеймур                                | Аніта Брієм         | 2               |
| Джейн Сеймур                                | Аннабелль Волліс    | 3, 4 (епізод)   |
| Анна Клевська                               | Джосс Стоун         | 3—4             |
| Кетрін Говард                               | Тамзін Мерчант      | 3—4             |
| Катаріна Парр                               | Джоелі Річардсон    | 4               |
| Придворні                                   |                     |                 |
| Чарльз Брендон, герцог Саффолк              | Генрі Кавілл        | 1—4             |
| Томас Кромвель                              | Джеймс Фрейн        | 1—3             |
| кардинал Томас Волсі                        | Сем Нілл            | 1               |
| сер Томас Мор                               | Джеремі Нортем      | 1—2             |
| Томас Говард, герцог Норфолк                | Генрі Черні         | 1               |
| сер Томас Ваєтт                             | Джеймі Кінг         | 1—2             |
| Томас Болейн, граф Вілтшир                  | Нік Даннінг         | 1—2             |
| Томас Кранмер, архієпископ Кентерберійський | Ганс Метісон        | 2               |
| Едуард Сеймур                               | Макс Браун          | 2—4             |
| сер Френсіс Брайан                          | Алан ван Спренг     | 3               |
| Решта                                       |                     |                 |
| принцеса Маргарет Тюдор                     | Габріель Анвар      | 1               |
| Елізабет Блаунт                             | Рута Гедмінтас      | 1               |
| принцеса Марія Тюдор                        | Блетнейд МакКоун    | 1               |
| принцеса Марія Тюдор                        | Сара Болджер        | 2—4             |
| папа Павло III                              | Пітер О'Тул         | 2               |
| Кетрін Брендон, герцогиня Саффолк           | Ребека Вейнрайт     | 1—4             |
| Джейн Болейн, віконтеса Рокфорд             | Джоанн Кінг         | 2—4             |
| Енн Стенгоуп, леді Сеймур                   | Емма Гамільтон      | 3—4             |
| Стівен Гардінер                             | Саймон Ворд         | 3—4             |
| Роберт Аск                                  | Джерард МакСорлі    | 3               |
| кардинал Реджинальд Поул                    | Марк Гілдрет        | 3               |
| кардинал фон Вальдбург                      | Макс фон Сюдов      | 3               |
| Генрі Говард                                | Девід О'Хара        | 4               |
| Томас Калпеппер                             | Торранс Кумбс       | 4               |

## Розбіжності з історичними фактами
У серіалі міститься велика кількість історичних вольностей та припущень, що стосуються імен, зовнішності, стосунків одне з одним деяких персонажів. Окрім того, через основну художню особливість фільму — герой Джонатана Ріс-Майєрса упродовж серіалу практично не старіє зовнішньо — складається враження, що між подіями в серіалі є зовсім невеликі проміжки часу, що не відповідає дійсності: показані в серіалі історичні події відбувались упродовж кількох десятиліть. Далі наведено приклади деяких неточностей.
Персонаж сестри Генріха, принцеси Маргарет — комбінація образів двох його сестер. Події з життя його молодшої сестри Марії Тюдор були поєднані з ім'ям його старшої сестри Маргарет Тюдор. Відповідно до історичних фактів, принцеса Марія спочатку стала дружиною французького короля Людовіка XII. Шлюб тривав близько трьох місяців, до смерті короля. Потім Марія стала дружиною герцога Саффолка. В серіалі ж принцеса Маргарет виходить за португальського короля. Шлюб триває лише кілька днів, оскільки Маргарет убиває свого старого чоловіка, задушивши подушкою. А дорогою назад до Англії вона потай обвінчалась із Чарльзом Брендоном, герцогом Саффолком, який супроводжував її до Португалії.
Під час цих подій в серіалі герцог Саффолк і принцеса Марія були вже давно одружені й мали кількох дітей, а старша сестра Генріха Маргарет Тюдор була одружена з шотландським королем Яковом IV.
У серіалі кардинал Томас Волсі покінчив життя самогубством, реально ж він тяжко захворів дорогою до Лондона й помер внаслідок хвороби.
У серіалі Генріха VIII часто називають королем Ірландії, але насправді титул короля Ірландії з'явився тільки 1541 року. Тож під час подій, що відбуваються в серіалі, Генріх VIII мав іменуватись тільки лордом Ірландії.
В серіалі показано тільки одну позашлюбну дитину Генріха VIII — Генрі Фіцроя, який помирає у ранньому дитинстві від пітниці. Насправді Генрі Фіцрой помер у віці 17 років від швидкоплинних сухот, встигнувши перед цим обвінчатись із леді Мері Говард, дочкою Томаса Говарда, 3-го герцога Норфолка.
У серіалі Анна Болейн була коханкою Томаса Ваєтта. Реально відомий лише один роман Анни Болейн — з лордом Генрі Персі, сином герцога Нортумберленда, заручини з яким були скасовані не без сприяння короля Генріха VIII.
В серіалі Річард Річ провокацією домігся визнання від Томаса Мора, що король не може поза Божественним законом бути главою Церкви. Річард Річ виступив головним свідком звинувачення на суді, де Томаса Мора було засуджено до так званої кваліфікованої страти (повішення, спалення нутрощів, четвертування й відрубаною голови), яку замінили за рішенням Генріха VIII звичайним відрубуванням голови. Насправді усе це сталось із Джоном Фішером.
Персонаж четвертого сезону серіалу Генрі Говард, граф Суррей в серіалі доводиться дядьком п'ятій дружині короля Кетрін Говард. Насправді він був її двоюрідним братом.

## Нагороди й номінації
Джонатана Ріс-Майєрса було двічі номіновано на здобуття премії «Золотий Глобус» за найкраще виконання головної ролі у драматичному телесеріалі (2007 та 2008 років).
Джонтан Ріс-Майєрс також удостоївся премії IFTA (Irish Film and Television Awards) в аналогічній номінації у 2008 році. Тоді ж разом із ним святкували перемогу Марія Дойл Кеннеді й Нік Даннінг як найкращі актори другого плану.
У 2009 році Марія Дойл Кеннеді повторила своє досягнення на церемонії вручення премії IFTA, знову ставши найкращою акторкою другого плану. Найкращим другорядним актором було визнано Пітера О'Тула, а Джонатан Ріс-Майєрс цього разу задовольнився тільки номінацією в категорії «Найкращий актор драматичного телесеріалу». У 2010 році тріумфатором IFTA стала Сара Болжер — вона завоювала нагороду в категорії «Найкраща акторка другого плану».
За три роки свого існування серіал неодноразово отримував номінації на премію «Еммі» та був названий найкращим в таких категоріях, як «Найкращий дизайн костюмів», «Найкраща оригінальна музика до титрів» і «Найкраща операторська робота».
Разом в активі телесеріалу «Тюдори» 37 нагород і 56 номінацій.